# كيلي شيري
كيلي شيري (بالإنجليزية: Kelly Cherry)‏ (21 ديسمبر 1940، باتون روج في الولايات المتحدة)؛ كاتِبة، شاعرة وروائية أمريكية.

## روابط خارجية
- كيلي شيري على موقع ميوزك برينز (الإنجليزية)